# به‌سوی طبیعت وحشی (کتاب)
به‌سوی طبیعت وحشی (به انگلیسی: Into the Wild) کتابی غیرداستانی از جان کراکائر است که در سال ۱۹۹۶ منتشر شده‌است. این کتاب، بر اساس مقاله ۹۰۰۰ کلمه‌ای نویسنده در مورد زندگی کریستوفر مک‌کندلس و با عنوان «مرگ یک بی‌گناه» که در شماره ژانویه مجله «Outside» چاپ شده، به نگارش درآمده است. در سال ۲۰۰۷، اقتباسی سینمایی از آن به کارگردانی شان پن و بازی امیل هرش با عنوان به‌سوی طبیعت وحشی ساخته شد. کتاب جان کراکائر، یکی از پرفروش‌ترین کتاب‌ها در سراسر جهان است که به ۱۴ زبان و ۱۷۳ ویرایش و شکل مختلف به چاپ رسیده است. این کتاب به صورت گسترده‌ای به عنوان متن درسی در دبیرستان‌ها و کالج‌ها تدریس می‌شود. این کتاب از سوی بسیاری از منتقدین تحسین شده‌است. با این‌همه، از سوی خبرنگار آلاسکایی، کریگ مدرد «چیزی اختراع شده» به دست نویسنده‌اش خوانده شده‌است.